# Arthur von Witzleben
Arthur Julius Adolf Ferdinand Wilhelm Hermann August von Witzleben (* 22. Mai 1835 in Berlin; † 25. August 1905 in Görlitz) war ein deutscher Politiker. Er war Landschaftsdirektor und Landtagsmitglied der Oberlausitz, braunschweigischer Oberkammerherr, Erbadministrator der Klosterschule Roßleben, preußischer Hauptmann und Rechtsritter des Johanniterordens sowie Gutsbesitzer in Kieslingswalde. Von 1896 bis 1900 war er Landrat des Landkreises Görlitz.
Er stammte aus dem Thüringer Uradelsgeschlecht Witzleben und war das fünfte Kind des preußischen Generalleutnants Ferdinand von Witzleben. Arthur von Witzleben war zweimal verheiratet.